# Zones agricoles de la Hardt
Zones agricoles de la Hardt este o arie protejată (arie de protecție specială avifaunistică — SPA) din Franța întinsă pe o suprafață de 9.198,31 ha, integral pe uscat.

## Localizare
Centrul sitului Zones agricoles de la Hardt este situat la coordonatele 47°59′38″N 7°28′25″E / 47.99389°N 7.47361°E.

## Înființare
Situl Zones agricoles de la Hardt a fost declarat arie de protecție specială avifaunistică în baza directivei 79/409 din 1979 referitoare la conservarea păsărilor sălbatice pentru a proteja 10 specii de animale.

## Biodiversitate
Situată în ecoregiunea continentală, aria protejată nu include niciun habitat protejat.
La baza desemnării sitului se află mai multe specii protejate de  păsări (10): rață mare (Anas platyrhynchos), fâsă-de-câmp (Anthus campestris), stârc cenușiu (Ardea cinerea), pasărea ogorului (Burhinus oedicnemus), lebădă de vară (Cygnus olor), lișiță (Fulica atra), găinușă de baltă (Gallinula chloropus), sfrâncioc roșiatic (Lanius collurio), gaia neagră (Milvus migrans), nagâț (Vanellus vanellus).
Pe lângă speciile protejate, pe teritoriul sitului au mai fost identificate 2 specii de plante, 25 de specii de păsări.